# Ctenoplusia gammaloba
Ctenoplusia gammaloba är en fjärilsart som beskrevs av George Francis Hampson 1910. Ctenoplusia gammaloba ingår i släktet Ctenoplusia och familjen nattflyn. Inga underarter finns listade i Catalogue of Life.